# Christian Pérez
Christian Alejandro Pérez Vázquez (ur. 27 marca 1990 w Guadalajarze) – meksykański piłkarz występujący na pozycji środkowego obrońcy, obecnie zawodnik Toluki.

## Kariera klubowa
Pérez pochodzi z Guadalajary i jest wychowankiem akademii juniorskiej tamtejszego klubu Chivas de Guadalajara. Do pierwszej drużyny został włączony jako dziewiętnastolatek przez szkoleniowca José Luisa Reala i w meksykańskiej Primera División zadebiutował 5 lutego 2010 w wygranym 2:0 spotkaniu z Querétaro. W tym samym roku dotarł również ze swoją drużyną do dwumeczu finałowego najbardziej prestiżowych rozgrywek południowoamerykańskiego kontynentu – Copa Libertadores. Nie mogąc wywalczyć sobie pewnego miejsca w wyjściowej jedenastce, w lipcu 2011 udał się na wypożyczenie do niżej notowanego zespołu Querétaro FC. Tam z kolei spędził rok, będąc podstawowym stoperem ekipy i w jej barwach, 17 kwietnia 2012 w zremisowanej 1:1 konfrontacji z Estudiantes Tecos, strzelił premierowego gola w najwyższej klasie rozgrywkowej. Po powrocie do Chivas jego sytuacja nie uległa jednak zmianie – wciąż notował wyłącznie sporadyczne występy.
W styczniu 2013 Pérez powrócił do Querétaro FC, tym razem już na zasadzie transferu definitywnego. Mimo obiecującego początku, już po kilku tygodniach wskutek zmiany szkoleniowca (Sergio Bueno został zastąpiony przez Ignacio Ambríza) został relegowany do roli głębokiego rezerwowego. Po upływie roku został wypożyczony do drugoligowego Delfines del Carmen z siedzibą w Ciudad del Carmen, gdzie spędził sześć miesięcy jako podstawowy gracz linii defensywy, lecz bezpośrednio po tym klub został rozwiązany. W lipcu 2014, również na zasadzie wypożyczenia, zasilił grającą na najwyższym szczeblu drużynę Deportivo Toluca.
| Sezon     | Klub                  | Kraj   | Rozgrywki  | Mecze | Bramki |
| --------- | --------------------- | ------ | ---------- | ----- | ------ |
| 2009/2010 | Chivas de Guadalajara | Meksyk | Liga MX    | 4     | 0      |
| 2010/2011 | Chivas de Guadalajara | Meksyk | Liga MX    | 5     | 0      |
| 2011/2012 | Querétaro FC          | Meksyk | Liga MX    | 25    | 1      |
| 2012/2013 | Chivas de Guadalajara | Meksyk | Liga MX    | 5     | 0      |
| 2012/2013 | Querétaro FC          | Meksyk | Liga MX    | 6     | 0      |
| 2013/2014 | Querétaro FC          | Meksyk | Liga MX    | 0     | 0      |
| 2013/2014 | Delfines del Carmen   | Meksyk | Ascenso MX | 12    | 0      |
| 2014/2015 | Deportivo Toluca      | Meksyk | Liga MX    | 7     | 0      |
| 2015/2016 | Deportivo Toluca      | Meksyk | Liga MX    |       |        |

## Kariera reprezentacyjna
W 2007 roku Pérez został powołany przez szkoleniowca Jesúsa Ramíreza do reprezentacji Meksyku U-17 na Mistrzostwa Ameryki Północnej U-17. Na honduraskich boiskach był podstawowym zawodnikiem swojej drużyny, rozgrywając wszystkie trzy mecze w pełnym wymiarze czasowym, lecz jego kadra narodowa zanotowała w nich komplet remisów i zajęła trzecie miejsce w grupie, przez co nie zdołała się zakwalifikować na Mistrzostwa Świata U-17 w Korei Płd.